# Episodi di L.A. Law - Avvocati a Los Angeles (ottava stagione)
L'ottava stagione della serie televisiva L.A. Law - Avvocati a Los Angeles è stata trasmessa in anteprima negli Stati Uniti d'America dalla NBC tra il 7 ottobre 1993 e il 19 maggio 1994.
| nº | Titolo originale                       | Titolo italiano | Prima TV USA     | Prima TV Italia |
| -- | -------------------------------------- | --------------- | ---------------- | --------------- |
| 1  | Book of Renovation, Chapter 1          |                 | 7 ottobre 1993   |                 |
| 2  | Leap of Faith                          |                 | 14 ottobre 1993  |                 |
| 3  | How Much Is That Bentley in the Window |                 | 21 ottobre 1993  |                 |
| 4  | Foreign Co-respondent                  |                 | 28 ottobre 1993  |                 |
| 5  | The Green, Green Grass of Home         |                 | 4 novembre 1993  |                 |
| 6  | Safe Sex                               |                 | 11 novembre 1993 |                 |
| 7  | Pacific Rimshot                        |                 | 18 novembre 1993 |                 |
| 8  | Eli's Gumming                          |                 | 9 dicembre 1993  |                 |
| 9  | Rhyme and Punishment                   |                 | 16 dicembre 1993 |                 |
| 10 | He Ain't Guilty, He's My Brother       |                 | 3 febbraio 1994  |                 |
| 11 | McKenzie, Brackman, Barnum & Bailey    |                 | 10 febbraio 1994 |                 |
| 12 | Cold Cuts                              |                 | 17 febbraio 1994 |                 |
| 13 | The Age of Insolence                   |                 | 24 febbraio 1994 |                 |
| 14 | God Is My Co-Counsel                   |                 | 10 marzo 1994    |                 |
| 15 | Three on a Patch                       |                 | 17 marzo 1994    |                 |
| 16 | Whose San Andreas Fault Is It, Anyway? |                 | 24 marzo 1994    |                 |
| 17 | Silence Is Golden                      |                 | 14 aprile 1994   |                 |
| 18 | Dead Issue                             |                 | 21 aprile 1994   |                 |
| 19 | Tunnel of Love                         |                 | 28 aprile 1994   |                 |
| 20 | How Am I Driving?                      |                 | 5 maggio 1994    |                 |
| 21 | Whistle Stop                           |                 | 12 maggio 1994   |                 |
| 22 | Finish Line                            |                 | 19 maggio 1994   |                 |